# Férid Boughedir

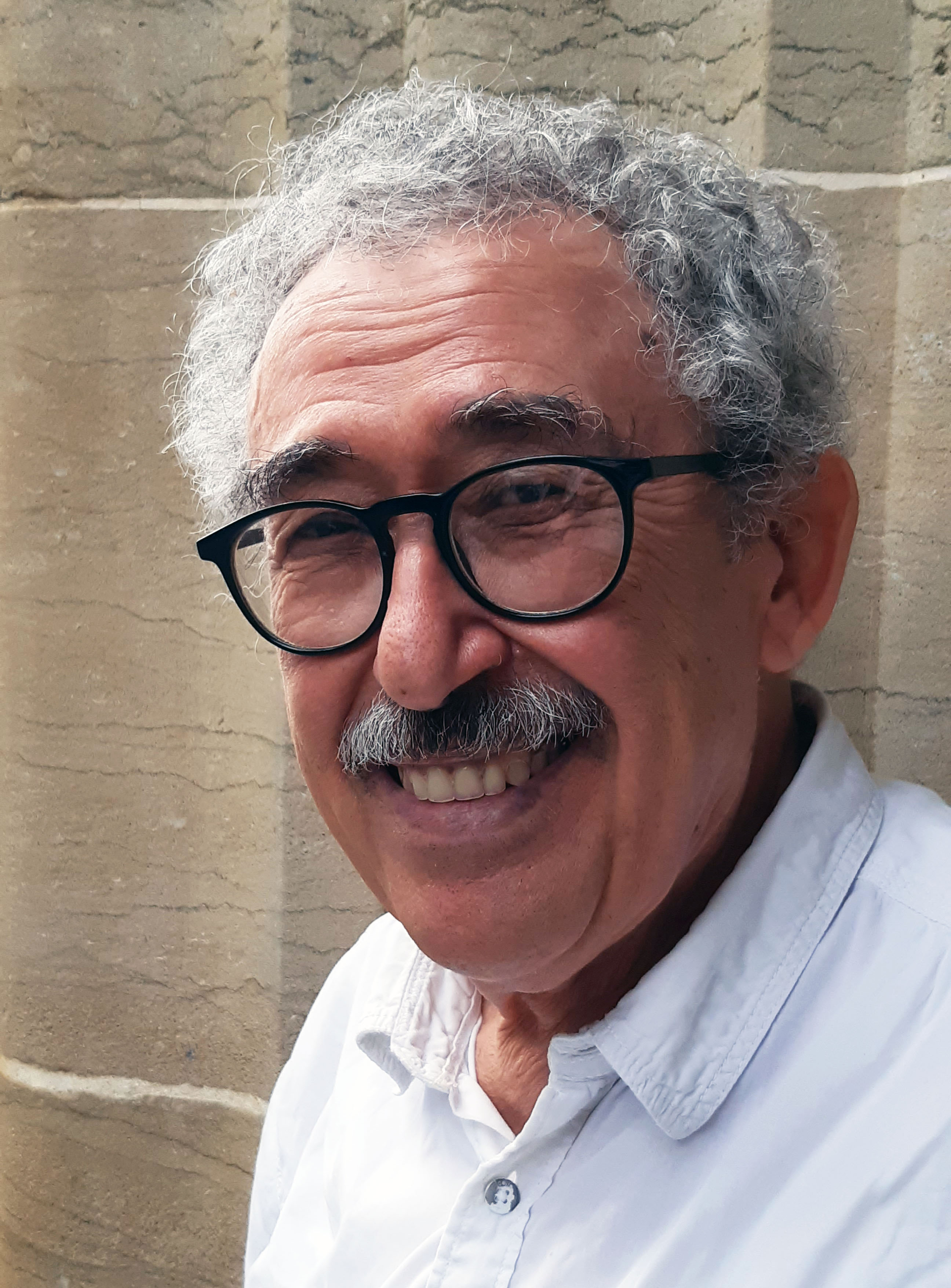
Férid Boughedir, Lausanne2024

Férid Boughedir (arabisch فريد بوغدير, DMG Farīd Būġadīr; * 1944 in Hammam-Lif) ist ein tunesischer Filmregisseur, Filmproduzent und Drehbuchautor. Boughedir ist einer der bekanntesten Filmkritiker und Historiker des afrikanischen und arabischen Kinos und arbeitet auch als Journalist und Buchautor. Sein Film Halfaouine – Zeit der Träume ist bis heute einer der bekanntesten Filme des tunesischen Kinos weltweit und wurde im Jahr 1990 beim Carthage Film Festival in Tunesien mit dem Tanit d’Or ausgezeichnet.

## Leben und Ausbildung
Boughedir entstammt einer Literaten-Familie. Sein Großvater Ali war Buchhändler in der Medina von Tunis, er ist eines von fünf Kindern des Journalisten, Schriftstellers und Kulturschaffenden Taoufik Boughedir und lebt und arbeitet heute in Tunis. Als junger Mann trat er dem Filmclub  und der Tunesischen Föderation der Amateurfilmer (FTCA) in Tunis bei. Er absolvierte ein Studium an der Universität Paris III und promovierte an der Universität Paris-Nanterre in 1986. Seit 1971 arbeitet er für Jeune Afrique als Journalist und lehrt an der Universität Tunis. Boughedir ist Mitglied der Tunesischen Akademie für Wissenschaft, Literatur und Kunst und war Assistent von Alain Robbe-Grillet und Fernando Arrabal. Bekannt wurde er durch seine Veröffentlichungen als Filmkritiker und Autor zahlreicher Artikel und Bücher über die Geschichte des afrikanischen und arabischen Kinos. Im Jahr 2017 listete ihn das Middle East Magazin neben den Tunesierinnen Lina Ben Mhenni und Wafa Makhlouf Sayadi als einen der 50 einflussreichsten Araber. Die Wahl fiel, laut Magazin, auf eine Gruppe von Männern und Frauen die ihrer Meinung nach

„...einen wichtigen und dauerhaften Beitrag zur globalen Gesellschaft geleistet haben – Araber, die ihren eigenen Einfluss auf die Welt, in der wir leben, gemacht haben.“

und schrieb als Begründung zur Wahl Boughedirs:

„Mit seinen Filmen will er ein positives Bild seiner Heimat in der Welt fördern.“

Im Februar 2019 veröffentlichte das Webmagazin Cinema Escapist eine Übersicht von, ihrer Meinung nach, „der besten afrikanischen Filme, aus allen 54 afrikanischen Ländern“ auf der sich Boughedirs Film Halfaouine – Zeit der Träume wiederfindet. Die Liste wurde erstellt unter Berücksichtigung von Spielfilmen afrikanischer Regisseure dessen Handlungen in Afrika spielen und die dort produziert wurden. Der Orden Chevalier de la Légion d'Honneur, Frankreichs Ehrenlegion, wurde Boughedir anlässlich der Internationalen Filmfestspiele von Cannes 2013 verliehen.

## Karriere

### Filmschaffender
Im Jahr 1968 verfasste Boughedir zusammen mit Regisseur Sadok Ben Aïcha das Drehbuch für dessen 3. Film Mokhtar über die Geschichte des tunesischen Kinos. Für In the Land of Tararanni – einem Film, der sich aus 3 Sketchen dreier Regisseure nach den Kurzgeschichten von Ali Douagi zusammensetzt – trug er 1972 mit seinem Kurzfilm Pique-nique für den 3. Teil des Films bei. Boughedirs Dokumentation Caméra d’Afrique – über eine Dauer von 10 Jahren gedreht – lief im offiziellen Wettbewerb der Internationalen Filmfestspiele von Cannes im Jahr 1983 und 1984 beim Toronto International Film Festival. In der Sektion „Cannes Classics“ wurde dieser Film 2019 bei den Filmfestspielen von Cannes als restaurierte Kopie und damit Teil eines Restaurierungsplans, der vom Institut français und dem französischen Nationalen Filmzentrum (CNC) unter der Schirmherrschaft des Komitees für afrikanisches Filmerbe initiiert wurde, erneut präsentiert. Boughedir sprach anlässlich der Aufführung davon, dass er sich wünschen würde auch seinen Film Caméra arabe, welcher 1987 im offiziellen Wettbewerb der Filmfestspiele von Cannes lief und 1988 bei den Internationalen Filmfestspielen Berlin vertreten war, als restaurierte Version bei den „Cannes Classics“ präsentieren zu können. Er gab weiter bekannt, aktuell an seinem kommenden Spielfilm L’Ange zu arbeiten.
Für seinen ersten Spielfilm  Halfaouine – Zeit der Träume – einer Geschichte über Noura, den Helden des Films, und dessen tragikomischen Übergang von der Kindheit zur Jugend in der Maghreb-Gesellschaft – geschrieben von Boughedir 1982 und verfilmt 1989 – wurde er beim Filmfestival von Carthage im Jahr 1990 mit dem Tanit d’Or und weltweit mehrfach mit weiteren Preisen ausgezeichnet. Er war unter anderem auch bei den African Film Days von Montreal im selben Jahr vertreten und wurde beim Filmwochenende in Würzburg 1991 mit dem Publikumspreis geehrt. Im deutschen Fernsehen war der Film 1998 im Programm des Senders Arte zu sehen. Der Film wird bis heute als „meistgesehener tunesischer Film weltweit“ bezeichnet.
Mit Ein Sommer in La Goulette, seinem 2. Spielfilm, war Boughedir bei den Nominierten der Internationalen Filmfestspiele von Berlin 1996 vertreten und wurde im selben Jahr bei der Biennale des arabischen Kinos in Paris ausgezeichnet. Der Fernsehfilm Villa Jasmin, koproduziert von France 3 und Arte, nach der Romanvorlage Villa Jasmin von Serge Moati hatte sein Debüt beim New York Jewish Film Festival 2008 und war ebenfalls 2008 beim Seattle International Film Festival und in 2009 beim Philadelphia Jewish Film Festival vertreten. Mit seinem dritten Spielfilm Zizou – Parfum de printemps, der Ende 2016 beim Cairo International Film Festival als bester arabischer Film des Jahres gekürt wurde, vertrat Boughedir Tunesien bei der 24. Ausgabe des New York African Film Festival 2017, das jährlich die besten Filme des afrikanischen Kontinents präsentiert. Der Film war zuvor im Jahr 2016, anlässlich des 50. Geburtstags des Carthage Film Festivals (JCC), außer Konkurrenz präsentiert worden, wo Boughedir mit dem 50th Anniversary Award „für seine Leidenschaft für das Kino und auch für sein Engagement in den verschiedenen Bereichen der Kunst und insbesondere des JCC“ geehrt wurde. Boughedir war seit Gründung des Festivals im Jahr 1966 in verschiedenen Funktionen dort aktiv. Er widmete den Preis „dem tunesischen Publikum und dem Publikum des Carthage Film Festivals“. Boughedir hat für einige seiner Filme das Drehbuch geschrieben, produziert oder war in der Rolle des Schauspielers zu sehen, so unter anderem in seinem Film Halfaouine – Zeit der Träume oder 2017 in L’amour des hommes von Mehdi Ben Attia.

### Autor und Mitautor
1975 veröffentlichte Boughedir beispielsweise in Jeune Afrique den Artikel Le reflet de notre époque und Repères de l'histoire du cinéma en Tunisie: pas à pas für Le Temps Tunisie in 1981. Er ist Autor des 1987 erschienenen Werks Le cinéma africain de A à Z und veröffentlichte unter anderem zusammen mit Jacques Binet und Victor Bachy im Jahr 1983 Cinémas noirs d’Afrique.

### Festivaldirektor und Jurymitglied
Bougedhir war Generaldelegierter der 14. Ausgabe des Film Festivals von Carthage (JCC) im Jahr 1992, wurde 2000 und 2002 zum Vizepräsident ernannt und fungierte 2006 als Festivaldirektor. Er war ebenfalls offizielles Jurymitglied der Internationalen Filmfestspiele von Cannes in den Jahren 1991 (in der Kategorie Spielfilm) und 2009 (in der Kurzfilm Kategorie). Bei der 47. Ausgabe der Internationalen Filmfestspiele Berlin 1997 war er ebenso Jurymitglied wie 1999 bei den Internationalen Filmfestspielen von Venedig. Im Jahr 2001 war er Juryvorsitzender des Panafrikanischen Film- und Fernsehfestivals von Ouagadougou.

## Filmografie

### Regie
- 1970: La mort trouble (en: Death Disturbs)
- 1972: In the Land of Tararanni (mit Sketch Pique-nique)
- 1983: Caméra d’Afrique (en: Twenty Years of African Cinema) – (Dokumentation)
- 1984: Cinéma de Carthage (Dokumentation)
- 1987: Caméra arabe (Dokumentation)
- 1990: Halfaouine – Zeit der Träume (Asfour Stah)
- 1996: Ein Sommer in La Goulette (Un été à La Goulette)
- 2008: Villa Jasmin (Fernsehfilm)
- 2009: Le cinéma des Africains
- 2016: Zizou – Parfum de printemps (en: Sweet Smell of Spring)
- 2019: L’Ange (laufende Arbeit)

### Produktion
- 1983: Caméra d’Afrique (en: Twenty Years of African Cinema) – (Dokumentation)
- 1987: Caméra arabe (Dokumentation)
- 2016: Zizou – Parfum de printemps (en: Sweet Smell of Spring)

### Drehbuch
- 1968: Mokhtar
- 1970: La mort trouble (en: Death Disturbs)
- 1983: Caméra d’Afrique (en: Twenty Years of African Cinema) – (Dokumentation)
- 1984: Cinéma de Carthage (Dokumentation)
- 1987: Caméra arabe (Dokumentation)
- 1990: Halfaouine – Zeit der Träume (Asfour Stah)
- 1996: Ein Sommer in La Goulette (Un été à La Goulette)
- 2008: Villa Jasmin (Fernsehfilm)
- 2016: Zizou – Parfum de printemps (en: Sweet Smell of Spring) – Dialoge

### Darstellung
- 1987: Caméra arabe (Dokumentation) – Erzähler
- 1990: Halfaouine – Zeit der Träume – als Kunde des Friseurs
- 2002: Cinéma arabe – État des lieux (Dokumentation) – als Férid Boughedir
- 2010: Gilles Jacob, l’arpenteur de la croisette (Fernsehdokumentation) – als Férid Boughedir
- 2014: Tahar Chériaa: A l’Ombre du Baobab (Dokumentation) – als Férid Boughedir
- 2016: Férid Boughedir, de l’émotion tunisienne au rêve universel (Dokumentation) – als Férid Boughedir
- 2016: Zizou – Parfum de printemps (en: Sweet Smell of Spring) – als Chef der Finanzabteilung
- 2017: L’amour des hommes (en: Of Skin and Men)

## Bibliografie (Auswahl)
- 1975: Le reflet de notre époque – (Artikel in Jeune Afrique)
- 1981: Repères de l'histoire du cinéma en Tunisie: pas à pas (Artikel in Le Temps)
- 1983: Cinémas noirs d’Afrique  (L’Harmattan)
- 1986: Le cinéma en Tunisie (1966–1986). Vingt ans de cinéma tunisien: la Société tunisienne vue par ses films (Artikel)
- 1987: Le cinéma africain de A à Z
- 1991: Un cinéma profondément novateur pour le monde arabe (Artikel)
- 2002: La victime et la matrone: les deux images de la femme dans le cinéma tunisien (Artikel)
- Le cinéma en Afrique et dans le monde  (Edition Jeune Afrique)
- Les cinémas du Maghreb, (Edition Papyrus)

## Auszeichnungen
- 1990: Tanit d’Or (Halfaouine – Zeit der Träume) – Carthage Film Festival
- 1990: Silberner Hugo (Halfaouine – Zeit der Träume) – Chicago International Film Festival
- 1990: Goldene Palme (Halfaouine – Zeit der Träume) – Valencia Festival of Mediterranean Cinema
- 1991: Publikumspreis (Halfaouine – Zeit der Träume) – Internationales Filmwochenende Würzburg
- 1996: Grand Prix  (Ein Sommer in La Goulette) – Biennale des arabischen Kinos in Paris
- 2016: Bester Arabischer Film (Zizou – Parfum de printemps) – Cairo International Film Festival
- 2016: 50th Anniversary Award (Férid Boughedir) – Carthage Film Festival

### Nominierungen
- 1991: Bestes Erstlingswerk (Halfaouine – Zeit der Träume) – César
- 1996: Goldener Bär (Ein Sommer in La Goulette) – Internationale Filmfestspiele Berlin
- 1996: Golden Bayard (Ein Sommer in La Goulette) – Namur International Festival of French-Speaking Film
- 1996: Golden Spike (Ein Sommer in La Goulette) – Semana Internacional de Cine de Valladolid